# Arnold Rieck

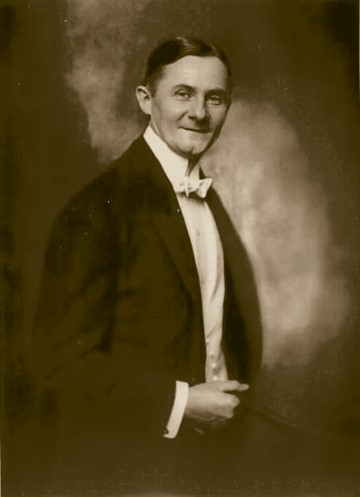
Arnold Rieck auf einer Fotografie von Nicola Perscheid

Arnold Rieck (* 22. Juni 1876 in Berlin; † 7. November 1924 in Leipzig) war ein deutscher Humorist, Couplet-Sänger und Schauspieler bei Bühne und Film.

## Leben und Wirken
Rieck machte sich zunächst einen Namen als Sänger von Couplets und als Alleinunterhalter mit humoristischen Darbietungen – und wurde somit zum Vorläufer des klassischen Stand-Up-Comedian. 1897 gab er seinen künstlerischen Einstand in Gera, seit seinem Berliner Debüt im Jahre 1900 am Apollo-Theater wirkte er vor allem an hauptstädtischen Bühnen. Seine erfolgreichste Zeit startete er als Star des Berliner Thalia-Theaters, wo man ihn in so populären Lustspielen wie Charleys Tante sehen konnte.
Rieck gilt nach eigener Auskunft als der erste deutsche Bühnenschauspieler, der sich dem Film zugewandt haben will. Als Titelheld sah man ihn in vermutlich z. Z. der Jahrhundertwende entstandenen, kurzen Groteskstreifen wie Der Geck im Damenbade und Piefke mit dem Floh. Anfänglich bekam Rieck anstatt Bezahlung ein Dutzend Platten pro Drehtag, später erhielt er als erste Gage 18 Mark pro Tag bei dreitägiger Drehzeit. Rieck galt, neben Guido Thielscher, Leo Peukert und Guido Herzfeld, als Paradevertreter des frühen Kintoppklamauks. In zahlreichen kurzen Kinofilmen amüsierte er, vor allem während des Ersten Weltkriegs, als stocksteife, komische Type in altertümlicher Aufmachung, mit der er sich, an längst überkommene Zeiten erinnernd, bewusst und ohne Scheu der Lächerlichkeit preiszugeben verstand.
Kurz nach Ende des Ersten Weltkriegs hatte sich diese Art von Humor überlebt und subtilere Komiker – vor allem aus dem Ausland wie Charles Chaplin und Buster Keaton – beherrschten die deutsche Leinwand. In den 1920er-Jahren konzentrierte Rieck sich wieder auf seine Arbeit an der Bühne und wirkte als Humorist an Berlins Komische Oper und am Neuen Operettentheater in Leipzig, wo er auch starb.
Rieck hinterließ Tonaufnahmen auf Grammophon/Zonophon-Platten und Edison-Cylindern.

## Filme (Auswahl)
- 1906: Die fünf Sinne
- 1909: Alter schützt vor Torheit nicht
- 1909: Große Wäsche
- 1910: Es wär’ so schön gewesen
- 1915: Musketier Kaczmarek
- 1916: Papa soll nicht heiraten
- 1916: Lehmanns Brautfahrt
- 1917: Der standhafte Benjamin
- 1917: Der unwiderstehliche Theodor
- 1917: Der Vetter aus Mexiko
- 1917: Frau Lenes Scheidung
- 1917: Veilchen Nr. 4
- 1918: Der falsche Demetrius
- 1918: Emmahu, der Schrecken Afrikas
- 1918: Die schwarze Locke
- 1918: Haben Sie Fritzchen nicht gesehen?
- 1919: Der Mann ohne Gedächtnis
- 1919: Killemann hat’n Klaps
- 1920: Arnold auf der Brautschau
- 1921: Das kommt von der Liebe
- 1922: Yvette, die Modeprinzessin
- 1922: Se. Exzellenz der Revisor
- 1922: Das Weib auf dem Panther
- 1924: Mutter und Kind

## Tondokumente
- Ohne Männer, aus “Doktor Klapperstorch”, gesungen von Emmy Wehlen und Arnold Rieck. Zonophone Record X-24 349, aufgen. 1909 (youtube.com)
- Dorfmusik (Es bläst der Trompeter trara) aus der Operette „Polnische Wirtschaft“ von Jean Gilbert. Helene Ballot und Arnold Rieck vom Thalia-Theater, mit Dacapo Orchester Berlin. DACAPO-Record D-2544 (Matr. 2544), aufgen. 1910 (youtube.com)
- Die Dorfmusik. Vocal duet Frieda Cornetti and Arnold Rieck.  Edison Amberol # 15 131: 1910. (ucsb.edu)
- Komm', mein Schatz, in den Lunapark, Duett aus der Operette “Polnische Wirtschaft” (Jean Gilbert)  Lina Goltz and Arnold Rieck. Edison Amberol (Wachs) # 4-15 130. (archive.org)
- Das haben die Mädchen so gerne, Duett aus "Das Autoliebchen" (Musik: Jean Gilbert, Text: Alfred Schönfeld)  Eugenie Della-Donna und Arnold Rieck mit Orchester. Concert Record Gramophone 11 579, 944.395 (Matr. 13 723 k) – aufgen. 1912. (youtube.com)
- Männe, seit ich dich kenne! Duett aus der Volksposse “Kam’rad Männe” (Max Winterfeld – Alfred Schönfeld)  Lotte Werkmeister und Arnold Rieck. Schallplatte Zonophon 18 044, aufgen. 1914. (youtube.com)